# Basque Culinary Center

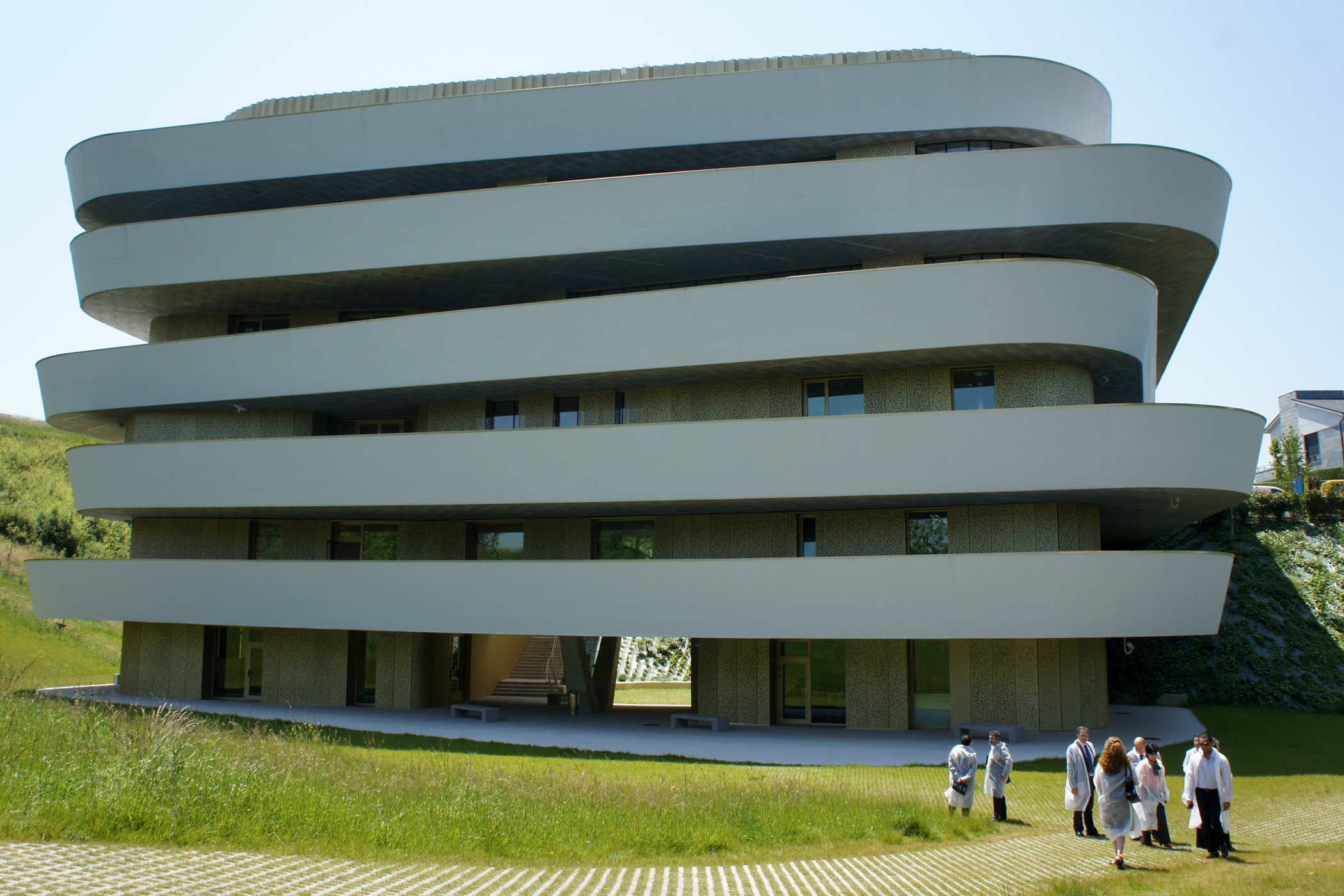
L'edificio

Basque Culinary Center (in italiano: Centro culinario basco) è un centro della città di San Sebastián nato nel 2009 come un progetto di formazione, ricerca e innovazione per lo sviluppo del settore gastronomico a vocazione internazionale e che relaziona la cucina con la gestione, la scienza e altre discipline.
Il centro si appoggia alla facoltà di scienze gastronomiche della Universidad de Mondragón per quanto riguarda l'offerta formativa e ad un centro di ricerca ed innovazione in campo alimentare e gastronomico.